# Пятиречье (Ленинградская область)
Пятиречье (до 1948 года Вийсъйоки, Виси-Йоки, фин. Viisjoki) — посёлок в Запорожском сельском поселении Приозерского района Ленинградской области.

## Название
Зимой 1948 года деревне Вийсъйоки присвоили название Пятиречье. В обосновании значилось: «по переводу с финского», однако, правомерность такого буквального перевода можно поставить под сомнение.

## История
Как Деревня Визьяга она была отмечена в писцовой книге Водской пятины 1539 года.

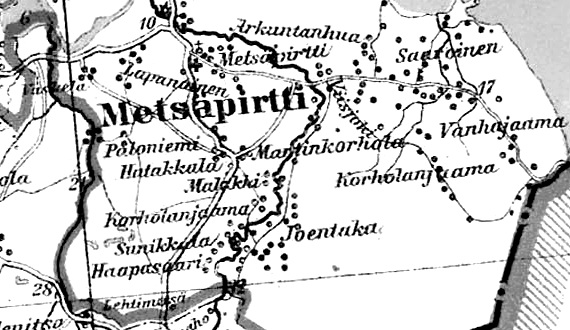
Деревня Viisijoki на карте 1923 года

До 1939 года деревня Виси-Йоки входила в состав волости Метсяпиртти Выборгской губернии Финляндской республики.
С января 1940 года — в составе Малакского сельсовета Раутовского района Ленинградской области.
С 1 июля 1941 года по 31 мая 1944 года финская оккупация.
С октября 1948 года деревня стала учитываться в составе Денисовского сельсовета Сосновского района.
С января 1949 года деревня стала учитываться, как посёлок Пятиречье в составе Денисовского сельсовета .
С октября 1956 года — в составе Запорожского сельсовета Сосновского района.
С декабря 1960 года — в составе Приозерского района.
С 1 февраля 1963 года — в составе Запорожского сельсовета Выборгского района.
С 1 января 1965 года — вновь в составе Запорожского сельсовета Приозерского района. В 1965 году население посёлка составляло 315 человек. 
По данным 1966, 1973 и 1990 годов посёлок Пятиречье входил в состав Запорожского сельсовета.
В 1997 году в посёлке Пятиречье Запорожской волости проживали 224 человека, в 2002 году — 229 человек (русские — 88 %).
В 2007 году в посёлке Пятиречье Запорожского СП проживали 217 человек, в 2010 году — 242 человека.

## География
Посёлок расположен в юго-восточной части района на автодороге 41А-025 (Ушково — Пятиречье).
Расстояние до административного центра поселения — 5 км.
Расстояние до ближайшей железнодорожной станции Сосново — 26 км.
Посёлок находится на правом берегу реки Вьюн и западном берегу Ладожского озера.

## Демография
| 2007 | 2010 | 2017 |
| ---- | ---- | ---- |
| 217  | ↗242 | ↗251 |

## Улицы
Антонины Нефёдовой, Белая Дача, Берёзовая, Боевой Славы, Боровой переулок, Бухта Дальняя, Весёлая, Денисовская, Задворная, Лесная, Полевая, Раздольная, Сосновая, Цветочная, Центральная, Школьная, Ярославская.